# Època glacial
|  | Aquest article tracta sobre els períodes del temps geològic durant els quals el clima és més fred. Per a les subdivisions d'aquests períodes, vegeu Edat glacial. |

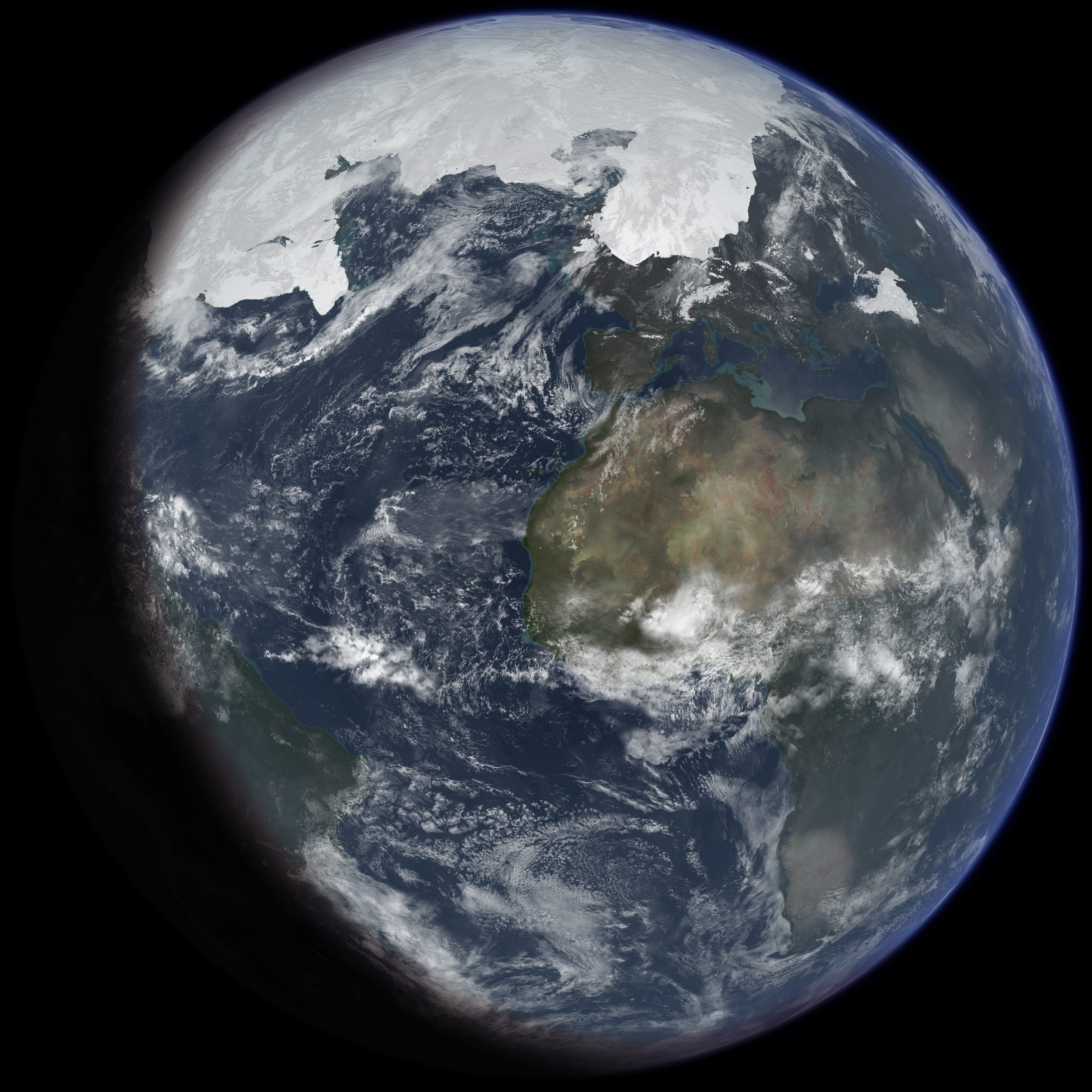
Il·lustració científica de la Terra durant l'últim màxim glacial

Una època glacial o període glacial és un període llarg durant el qual la temperatura global de la Terra baixa prou per permetre l'aparició o el creixement de les glaceres continentals, els casquets polars i les glaceres alpines. El clima de la Terra va oscil·lant entre períodes «nevera», en els quals hi ha casquets polars i glaceres, i períodes «hivernacle», en els quals desapareixen de la superfície del planeta. Els episodis de refredament durant una època glacial es coneixen com a edats glacials, mentre que els episodis d'escalfament es coneixen com a interglacials.
En glaciologia, el terme «època glacial» se sol utilitzar per referir-se a un període en el qual hi ha casquets glacials tant a l'hemisferi nord com a l'hemisferi sud. Com que encara hi ha casquets polars a Groenlàndia i l'Antàrtida, segons aquesta definició la Terra encara estaria sumida en una època glacial. En altres disciplines i en el llenguatge corrent, quan es parla dels últims milions d'anys, s'utilitza «època glacial» per referir-se a períodes més freds amb casquets glacials extensos a Nord-amèrica i Euràsia. Segons aquesta altra definició, l'època glacial més recent s'hauria acabat fa aproximadament 10.000 anys. De totes maneres, es preveu que l'escalfament global a causa de l'emissió de gasos amb efecte d'hivernacle pels éssers humans eviti la propera edat glacial, que hauria d'arribar d'aquí a uns 50.000 anys, així com altres futures edats glacials.

## Orígens de la teoria glaciològica
La idea que en el passat les glaceres havien estat més extenses era saber popular en algunes regions alpines d'Europa: Imbrie i Imbrie (1979) recullen el testimoni d'un llenyataire que explicà a Jean de Charpentier l'antiga extensió de la glacera suïssa del Grimselpass. La teoria no fou desenvolupada per una única persona. Entre el 1825 i el 1833, Charpentier reuní proves per donar suport al concepte. El 1836, Charpentier i Venetz convenceren Louis Agassiz de la seva teoria, i Agassiz la publicà al seu llibre Étude sur les glaciers (‘Estudi sobre les glaceres’). Macdougall, Charpentier i Venetz rebutjaren les idees d'Agassiz, qui havia ampliat el seu treball, afirmant que la majoria dels continents havien estat coberts de glaç en temps remots.
En aquell moment, el que s'estudiava eren els períodes glacials dels últims centenars de milers d'anys, durant l'època glacial actual; encara no se sospitava l'existència d'antigues èpoques glacials.

## Proves

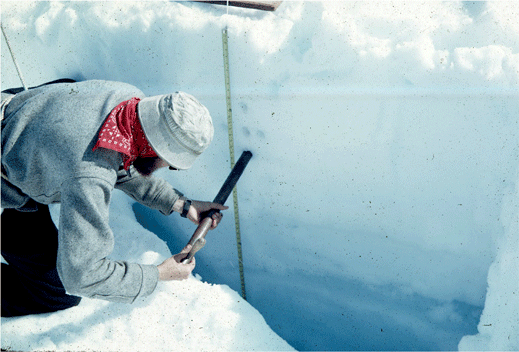
L'extracció i posterior anàlisi de nuclis de glaç contribueixen a la comprensió de les èpoques glacials.

Hi ha tres tipus principals de proves que deixen constància de les èpoques glacials: geològiques, químiques i paleontològiques. Les proves geològiques es troben en diverses formes, com ara roques erosionades, morrenes glacials, drúmlins, l'excavació de valls i el dipòsit de til·lites o blocs erràtics. Les sèries de glaciacions tendeixen a distorsionar i eliminar les proves geològiques, fent que siguin difícils d'interpretar. Es trigà bastant a trobar la teoria actual.
Les proves químiques consisteixen principalment en variacions en la proporció d'isòtops en roques sedimentàries, nuclis sedimentaris oceànics i, pels períodes glacials més recents, nuclis de glaç. Com que l'aigua amb isòtops més pesants té una temperatura d'ebullició més alta, la seva quantitat es redueix quan les condicions són més fredes. Això permet l'elaboració d'un registre tèrmic. Tanmateix, aquestes proves poden ser adulterades per altres factors que canvien la proporció d'isòtops. Per exemple, una extinció massiva incrementa la proporció d'isòtops lleugers als sediments i al glaç perquè els processos biològics tendeixen a preferir els isòtops lleugers; per tant, una reducció en els processos biològics allibera més isòtops lleugers, que poden dipositar-se als sediments.
Les proves paleontològiques consisteixen en els canvis en la distribució geogràfica dels fòssils. Durant un període de glaciació, els organismes adaptats al fred migren cap a latituds més baixes, i els organismes que prefereixen un clima més càlid s'extingeixen o viuen en zones més equatorials. També és difícil interpretar aquests indicis, ja que calen: 
- Seqüències de sediments que cobreixin un ample període a diferents latituds i que es puguin correlacionar fàcilment
- Organismes primitius que sobrevisquin durant milions d'anys sense canviar, i dels quals es conegui el clima ideal
- Descobriments de fòssils adients, cosa que depèn molt de l'atzar

Malgrat les dificultats, les anàlisis de nuclis de glaç i de sediments oceànics mostren clarament l'alternança de períodes glacials i interglacials durant els últims milions d'anys. També confirmen la relació entre les èpoques glacials i fenòmens de l'escorça continental com ara les morrenes glacials, els drúmlins i els blocs erràtics. Per això se solen acceptar els fenòmens de l'escorça continental com a prova vàlida d'èpoques glacials anteriors, quan es troben en capes creades molt abans que l'interval de temps que permet estudiar els nuclis de glaç i els sediments marins.

## Cronologia

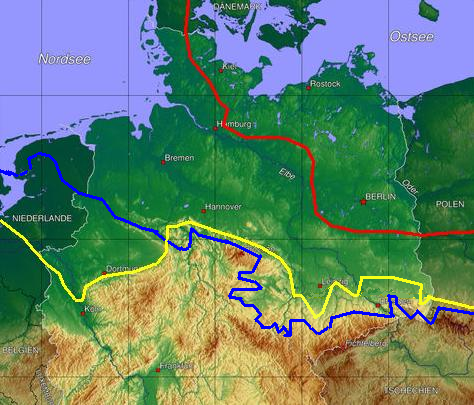
Mapa de l'època de gel del nord d'Europa central. En vermell: límit màxim de l'època glacial Weichseliana; en groc: màxim de l'època glacial de Saala; en blau: glaciació màxima de l'època de gel d'Elster.

Hi ha hagut almenys quatre grans èpoques glacials en el passat. A part d'aquests períodes, sembla que la Terra sempre ha estat lliure de glaç fins i tot a les latituds més altes.
L'època glacial hipotètica més antiga, la glaciació huroniana, tingué lloc entre fa 2.700 Ma i 2.300 Ma, a principis de l'eó Proterozoic.
L'època glacial ben documentada més antiga, i probablement la més severa dels últims mil milions d'anys, tingué lloc entre fa 850 i 630 milions d'anys (al període Criogenià), i podria haver produït una Terra bola de neu, en què el globus sencer quedà cobert de glaç. Durà uns cinc milions d'anys. Acabà molt ràpidament a mesura que el vapor d'aigua tornava a l'atmosfera terrestre. S'ha suggerit que el final d'aquesta època glacial desencadenà l'explosió cambriana, tot i que aquesta teoria és recent i controvertida.

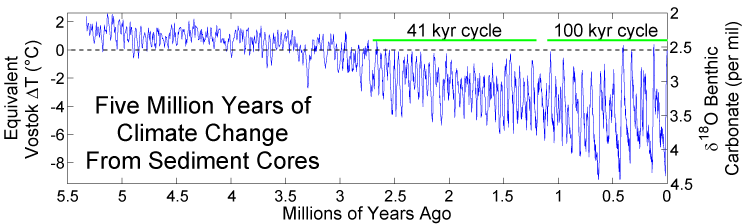
Els registres sedimentaris mostren les seqüències alternants de períodes glacials i interglacials en els últims milions d'anys. El gràfic mostra els nivells de concentració de cations de calci (vegeu la secció Vulcanisme) a la zona sedimentària més profunda (bentònica) basat en les dades aportades per les mostres recollides a l'Estació Vostok de l'Antàrtida. L'antiguitat del gel està expressada en kyr(1 kyr=fa 1000 anys).

Una època glacial menor, l'andeana-sahariana, durà entre fa 460 i 430 milions d'anys, durant l'Ordovicià superior i el Silurià. Hi hagué intervals amb extensos casquets polars entre fa 350 i 260 milions d'anys, durant el Carbonífer i Cisuralià, relacionats amb la glaciació del Karoo.
L'època glacial actual començà fa quaranta milions d'anys amb l'expansió d'una capa de glaç a l'Antàrtida. S'intensificà a l'acabament del Pliocè, fa tres milions d'anys, amb l'extensió de capes de glaç a l'hemisferi nord, i continuà durant el Plistocè. Des d'aleshores, el món ha passat cicles de glaciació amb l'avenç i retrocés de les capes de glaç durant milers d'anys. El període glacial més recent s'acabà fa uns deu mil anys.
Les èpoques glacials també es poden subdividir segons l'àmbit geogràfic i el temps; per exemple, els noms Riss (fa 180.000 - 130.000 anys) i Würm (fa 70.000 - 10.000 anys) es refereixen específicament a glaciacions de la regió alpina. Cal remarcar que l'extensió màxima del glaç no es manté durant tot el període. Malauradament, l'acció erodent de cada glaciació tendeix a eliminar la majoria de les proves de capes de glaç anteriors gairebé completament, excepte en regions en què la capa més recent no arriba a l'expansió màxima. És possible que no es coneguin períodes glacials més antics, especialment del Precambrià, a causa de l'escassetat de roques de latituds altes dels períodes més antics.

## Glacials i interglacials

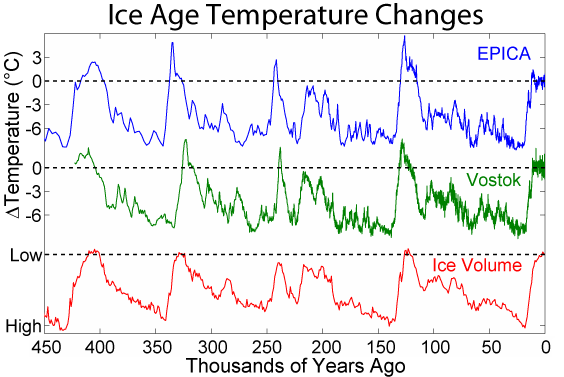
El patró dels canvis en la temperatura i el volum de glaç relacionats amb els glacials i interglacials recents. Per una explicació més detallada d'aquest gràfic vegeu:EPICA

Dins de les èpoques glacials (o almenys dins de l'última), hi ha períodes més temperats i més severs. Els més freds s'anomenen «períodes glacials», i els més càlids, «interglacials».
Els glacials es caracteritzen per climes més freds i secs a gran part de la terra, així com per grans masses de glaç que s'estenen des dels pols per terra i mar. Les glaceres de les muntanyes arriben a altituds més baixes a causa d'una cota de neu més baixa. El nivell del mar baixa a causa de l'aigua atrapada al glaç. Hi ha proves que les glaciacions distorsionen els patrons de circulació oceànica. Com que la Terra té grans zones glaçades a l'Àrtida i l'Antàrtida, ens trobem en un mínim glacial. Aquests períodes s'anomenen «interglacials». L'època actual, l'Holocè, és un interglacial.
Es creia que els períodes interglacials solen durar uns dotze mil anys, però les proves revelades per l'estudi de nuclis de glaç semblen contradir-ho. Per exemple, un article a Nature suggereix que l'interglacial actual pot ser semblant a un interglacial anterior que durà 28.000 anys.
Els canvis deguts a la variació orbital de la Terra suggereixen que la propera època glacial començarà d'aquí a cinquanta mil anys, malgrat l'escalfament global provocat per l'ésser humà. Tanmateix, els canvis provocats pels gasos amb efecte d'hivernacle haurien de compensar la variació orbital si es continuen utilitzant combustibles fòssils.

## Retroalimentació positiva i negativa
Cada període glacial està subjecte a una retroalimentació positiva que el fa més sever i una retroalimentació negativa que en mitiga els efectes i que (en tots els casos fins ara) acaba per posar-hi fi.

### Processos que fan més severa l'època glacial
El gel i la neu augmenten l'albedo, és a dir, fan que es reflecteixi més llum solar i se n'absorbeixi menys. Per tant, quan baixa la temperatura de l'aire, s'estenen les capes de glaç i neu, i això continua fins que s'assoleix un equilibri. La reducció dels boscos que provoca l'expansió del glaç també incrementa l'albedo.
Una altra teoria suggereix que un oceà Àrtic sense glaç provocaria més precipitacions en forma de neu a les latituds altes. Quan l'oceà Àrtic està cobert de glaç a baixa temperatura, hi ha poca evaporació o sublimació, i això fa que les regions polars siguin bastant seques quant a les precipitacions, més o menys com els deserts. Aquestes escasses precipitacions permeten que la neu s'evapori durant l'estiu. Quan no hi ha glaç, l'oceà absorbeix energia solar durant els llargs dies estivals, i s'evapora més aigua. Amb més precipitacions, una part de la neu no s'evapora durant l'estiu, de manera que el gel glacial es forma a latituds inferiors, reduint les temperatures per mitjà de l'augment de l'albedo (les prediccions actuals indiquen que l'escalfament global eliminarà el glaç de l'oceà Àrtic d'aquí a cinquanta anys). L'aigua fresca addicional que arriba al nord de l'oceà Atlàntic durant un cicle més càlid també pot reduir la circulació termohalina (vegeu interrupció de la circulació termohalina). Una tal reducció (mitigant els efectes del corrent del Golf) també refredaria el nord d'Europa, cosa que causaria més neu. També s'ha suggerit que, durant una llarga època glacial, les glaceres poden travessar el golf de Sant Llorenç, arribant fins al nord de l'Atlàntic i blocant el corrent del golf.

### Processos que mitiguen l'època glacial
Les capes glacials que es formen durant les glaciacions erosionen la terra que tenen a sota. Després d'un temps, això envia la terra per sota del nivell del mar, reduint l'espai en què es poden formar capes de glaç. Això mitiga la retroalimentació de l'albedo, igual que la reducció del nivell del mar que acompanya la formació de les capes de glaç.
Un altre factor és que l'aridesa provocada pel màxim glacial redueix les precipitacions, fent més difícil que es mantingui la glaciació. El retrocés glacial provocat per aquest o qualsevol altre procés pot ser amplificat per processos similars.

## Causes
Les causes de les èpoques glacials encara són un tema controvertit tant per les èpoques glacials en si com pels cicles glacial-interglacial. Hi ha consens en què diversos factors són importants: la composició de l'atmosfera; els canvis en l'òrbita de la Terra al voltant del Sol (els cicles de Milanković (i possiblement l'òrbita del Sol al voltant del centre de la galàxia); la moció de les plaques tectòniques i el seu efecte sobre la situació relativa i la quantitat d'escorça oceànica i terrestre a la superfície de la Terra; variacions en l'activitat solar; la dinàmica orbital del sistema Terra-Lluna; i l'impacte de meteorits de grans dimensions o les erupcions volcàniques.
Alguns d'aquests factors tenen una relació de causa-efecte. Per exemple, els canvis en la composició de l'atmosfera de la Terra (especialment la concentració de gasos amb efecte d'hivernacle) poden alterar el clima, mentre que el canvi climàtic pot canviar la composició de l'atmosfera.
William Ruddiman, Maureen Raymo i altres han suggerit que els altiplans del Tibet i Colorado absorbeixen quantitats ingents de CO₂, amb una capacitat d'eliminar prou diòxid de carboni de l'atmosfera com per a ser un factor significatiu de la tendència de refredament dels últims quaranta milions d'anys. També argumenten que aproximadament la meitat de la seva elevació (i el creixement de la seva capacitat d'eliminar CO₂) tingué lloc al llarg dels últims deu milions d'anys.

### Canvis en l'atmosfera terrestre
El canvi més important és en la quantitat de gasos amb efecte d'hivernacle a l'atmosfera. Hi ha indicis que el nivell de gasos amb efecte d'hivernacle cau al principi de les èpoques glacials i augmenta durant el retrocés dels casquets glacials, però és difícil establir causa i efecte. El nivell de gasos amb efecte d'hivernacle també podria haver estat alterat per altres factors proposats com a causa de les èpoques glacials, com ara el moviment dels continents o el vulcanisme.
La teoria de la «Terra bola de neu» afirma que la severa glaciació del final del Proterozoic s'acabà a causa d'un augment del nivell de CO₂ a l'atmosfera, i alguns dels que donen suport a la teoria argumenten que la Terra bola de neu fou causada per una reducció del CO₂ a l'atmosfera. Aquesta hipòtesi també preveu futures «Terres bola de neu».
William Ruddiman ha proposat la hipòtesi de l'Antropocè inferior (nom donat per alguns al període més recent de la història de la Terra). Segons aquesta teoria, els humans començaren a tenir un impacte global significatiu sobre el clima i els ecosistemes de la Terra no al segle xviii amb la Revolució Industrial, sinó ja fa vuit mil anys, a causa de les intenses activitats agrícoles dels humans antics. Fou aleshores que la concentració de gasos amb efecte d'hivernacle alterà el patró d'escalfament-refredament causat pels cicles de Milanković. En la seva hipòtesi de la glaciació retardada, Ruddiman afirma que una època glacial incipient probablement hauria començat fa alguns mil·lennis, però que la seva arribada fou retardada per les activitats dels primers agricultors.

### Posició dels continents

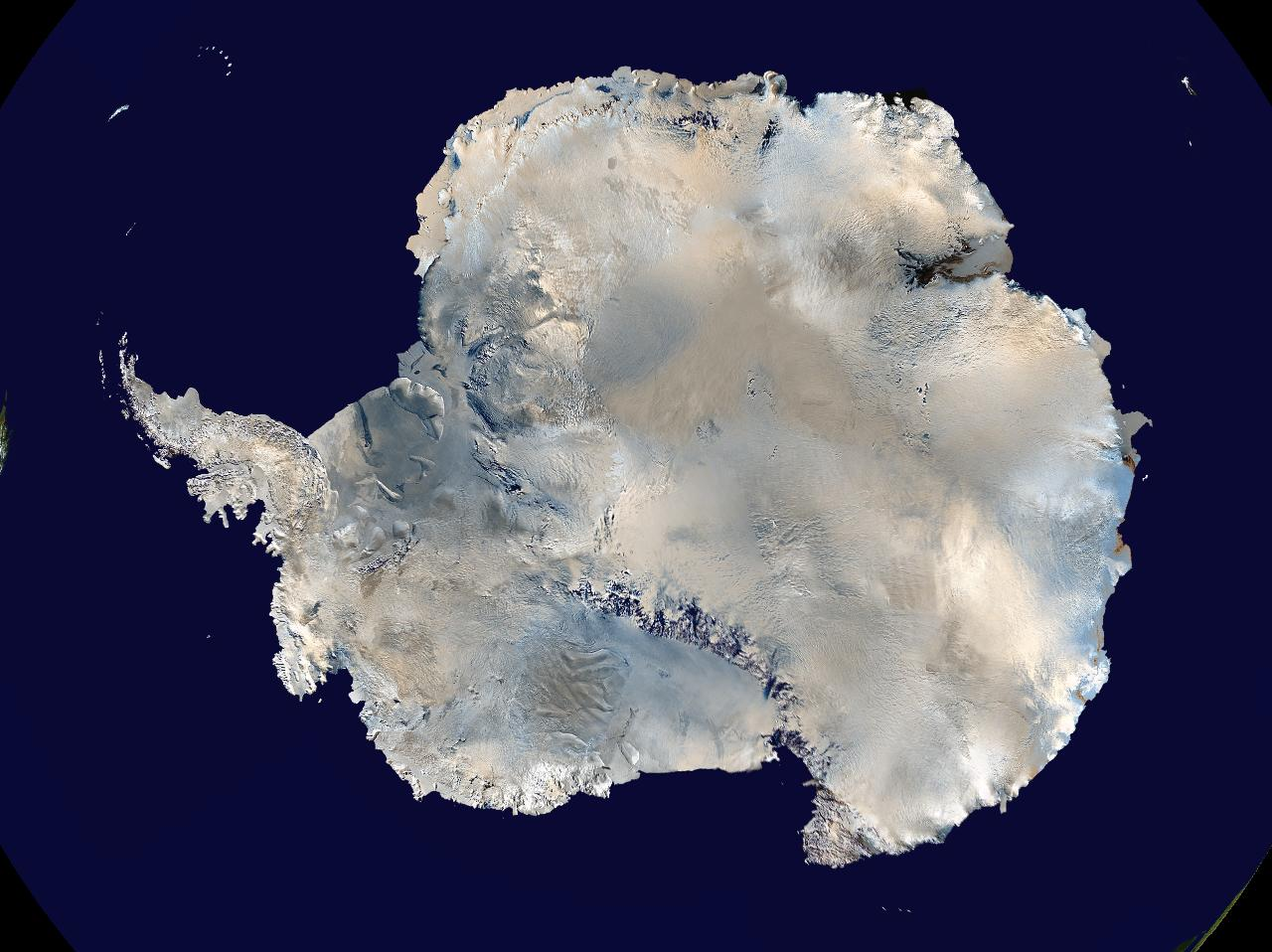
La presència de l'Antàrtida sobre el pol Sud ha estat un factor contribuïdor al descens de les temperatures globals des de l'Eocè.

El registre geològic sembla indicar que les èpoques glacials comencen quan els continents es troben en una posició que bloqueja o redueix el flux d'aigua càlida de l'equador als pols, permetent la formació de casquets glacials. Les capes de gel augmenten l'albedo de la Terra, reduint l'absorció de radiació solar. Aquesta reducció de l'absorció de radiació refreda l'atmosfera; aquest refredament fa créixer els casquets de glaç, augmentant l'albedo encara més. Aquest cicle continua fins que la reducció en l'erosió causa un augment de l'efecte hivernacle.
Es coneixen tres configuracions de la posició dels continents que bloquegin o redueixin el flux d'aigua càlida de l'equador als pols:
- quan un continent es troba a un pol, com l'Antàrtida actualment
- quan un mar polar es troba gairebé totalment envoltat de masses de terra, com l'oceà Àrtic
- quan un supercontinent cobreix la majoria de l'equador, com Rodínia al període Criogenià

Com que la Terra té actualment un continent al Pol Sud i un oceà gairebé completament envoltat de terra al pol nord, els geòlegs creuen que la Terra continuarà patint períodes glacials en el futur (geològicament) pròxim.
Alguns científics opinen que l'Himàlaia són un factor clau en l'època glacial actual, car aquestes muntanyes incrementen les precipitacions totals de la Terra i, per tant, el ritme al qual el CO₂ és eliminat de l'atmosfera, reduint l'efecte hivernacle. La formació de l'Himàlaia començà fa uns setanta milions d'anys, quan la placa índia col·lidí amb la placa eurasiàtica, i encara continuen elevant-se uns cinc mil·límetres per any perquè la placa índia es mou a un ritme de 67mm per any. La història de l'Himàlaia encaixa generalment amb la reducció a llarg termini de la temperatura mitjana global des de mitjans de l'Eocè, fa quaranta milions d'anys.
Altres aspectes importants que contribuïren a la configuració climàtica de períodes anteriors són els corrents oceànics, que varien segons la posició dels continents i altres factors. Tenen la capacitat de refredar (per exemple, contribuint a la creació del glaç de l'Antàrtida) i d'escalfar (donant a les illes Britàniques un clima temperat en lloc de boreal) el clima global. El tancament de l'istme de Panamà fa aproximadament tres milions d'anys podria haver donat peu al període actual de forta glaciació a Nord-amèrica, posant fi a l'intercanvi d'aigua entre les regions tropicals de l'Atlàntic i el Pacífic.

### Alçament de l'altiplà del Tibet per sobre la línia de neu
La teoria geològica del desenvolupament de les èpoques glacials de Matthias Kuhle fou suggerida per l'existència d'un casquet de glaç que cobrí l'altiplà del Tibet durant l'última època glacial (últim màxim glacial). L'aixecament, causat pels fenòmens tectònics, del Tibet més amunt de la línia de neu ha format una superfície glaçada d'aproximadament 2.400.000 km² amb una albedo un 70% superior al de la terra nua. La reflexió d'energia a l'espai resultà en un refredament global, desencadenant l'època glacial del Plistocè. Com que aquest altiplà es troba a una latitud subtropical, amb entre quatre i cinc vegades la insolació de les zones de latituds altes, el que hauria estat la superfície d'escalfament més potent de la Terra s'ha convertit en una superfície de refredament.
Kuhle explica els períodes interglacials amb el cicle de 100.000 anys de canvis en la radiació, deguts a variacions de l'òrbita de la Terra. Aquest escalfament relativament insignificant, combinat amb la baixada de les àrees glaçades interiors nòrdiques i del Tibet a causa del pes dels casquets de gel que tenen a sobre, ha dut al desglaç complet repetit de les àrees glaçades interior.

### Cicles de Milanković

Diagrama dels cicles de Milanković al llarg de l'últim milió d'anys

Els cicles de Milanković són una sèrie de variacions cícliques en les característiques de l'òrbita de la Terra al voltant del Sol. Cada cicle té una durada diferent, de manera que de vegades els seus efectes es compensen i de vegades fins i tot es cancel·len mútuament.
És molt improbable que els cicles de Milanković puguin iniciar o posar fi a una època glacial, car:
- fins i tot quan els seus efectes es combinen, no són suficients;
- les ocasions en què els efectes es compensen o es cancel·len són molt més regulars i freqüents que les èpoques glacials

En canvi, hi ha indicis importants que els cicles de Milanković afecten l'alternança de períodes glacials i interglacials dins cada època de gel. L'època glacial actual és la més estudiada i la més ben compresa, especialment els últims 400.000 anys, car aquest és el període que cobreixen els nuclis de gel que mostren la composició atmosfèrica, la temperatura i el volum de gel. En aquest període, la correspondència dels períodes glacials i interglacials amb els períodes de variació orbital és tan clara que se sol acceptar la intervenció de la variació de l'òrbita. Els efectes combinats de la distància canviant al Sol i les variacions en l'eix de la Terra i en la seva inclinació redistribueixen la llum solar que rep la Terra. Els més importants són els canvis en la inclinació de l'eix de la Terra, que afecten la intensitat de les estacions. Per exemple, la insolació a 65° de latitud nord al juliol pot variar fins a un 25% (de 400 W/m² a 500 W/m²). Es creu que les capes de glaç avancen quan els estius es tornen massa freds per desfer tota la neu acumulada durant l'hivern anterior. Alguns creuen que les variacions orbitals no són suficients com per a desencadenar una glaciació, però hi ha altres factors que poden contribuir-hi.
Mentre que la teoria de Milanković prediu que els canvis cíclics de l'òrbita poden quedar gravats al registre glacial, calen explicacions afegides per explicar quins cicles són els més decisius en l'alternança glacial-interglacial. De fet, durant els últims 800.000 anys, el període d'alternança glacial-interglacial ha estat de 100.000 anys, cosa que es correspon amb els canvis en l'excentricitat i inclinació orbitals. Tanmateix, aquesta és de llarg la freqüència més reduïda de les tres predites per Milanković. Durant el període entre fa 3 i 0,8 milions d'anys, el patró dominant de glaciació es corresponia amb el període de 41.000 anys dels canvis en l'obliqüitat de la Terra (la inclinació del seu eix). Les raons del domini d'una freqüència sobre una altra encara no es comprenen bé i estan sent estudiades, però és probable que la resposta estigui relacionada amb algun tipus de ressonància al sistema climàtic terrestre.
L'explicació tradicional no arriba a explicar el domini del cicle de cent mil anys durant els últims vuit cicles. Richard A. Muller, Gordon J. MacDonald i altres han indicat que aquests càlculs són aptes per un model bidimensional de l'òrbita terrestre, però que l'òrbita tridimensional també té un cicle de variació de l'obliqüitat que dura cent mil anys. Han proposat que aquestes variacions de l'obliqüitat poden conduir a variacions en la insolació, car la Terra entra i surt de masses de pols que hi ha al sistema solar. Tot i que posa en joc un mecanisme diferent al del concepte tradicional, els períodes predits al llarg dels últims 400.000 anys són pràcticament els mateixos. La teoria de Muller i MacDonald ha estat qüestionada al seu torn per Rial.
William Ruddiman suggereix un model que explica el cicle de cent mil anys per mitjà de l'efecte modulant de l'excentricitat sobre la precessió, combinat amb l'efecte dels gasos amb efecte d'hivernacle. Peter Huybers proposa encara una altra teoria, argumentant que el cicle dominant sempre ha estat el de 41.000 anys, però que la Terra té actualment un comportament climàtic en què només té lloc una època glacial cada dos o tres cicles. Això implicaria que el període de cent mil anys no és més que una il·lusió creada fent la mitjana de cicles que duren 80.000 i 120.000 anys. Aquesta teoria es correspon amb la incertesa de les datacions, però no ha rebut gaire suport.

### Variacions en l'activitat solar
Hi ha almenys dos tipus de variació en l'activitat solar
- a molt llarg termini, els astrofísics creuen que el Sol allibera un 10% més d'energia cada 10⁹ anys. D'aquí a mil milions d'anys, el 10% afegit serà suficient per causar un efecte hivernacle irreversible a la Terra - l'augment de la temperatura produeix més vapor, el vapor funciona com un gas amb efecte d'hivernacle molt més potent que el CO₂, la temperatura augmenta, es produeix més vapor, etc.
- variacions a curt termini. Com que el Sol és immens, els efectes dels seus desequilibris interns i els processos de retroalimentació negativa triguen molt de temps a propagar-se, de manera que aquests processos es potencien i produeixen encara més desequilibris. En aquest context, «molt de temps» vol dir milers o milions d'anys.

L'augment a llarg termini de l'emissió d'energia del Sol no pot ser la causa de les èpoques glacials.
Les variacions a curt termini més ben conegudes són els cicles de les taques solars, especialment el mínim de Maunder, que està relacionat amb la part més freda de la petita edat de gel. Com els cicles de Milanković, els efectes dels cicles de les taques solars són massa febles i freqüents per explicar el començament i la fi de les època glacials però és molt probable que siguin la raó de les variacions de temperatura dins de les èpoques glacials.

### Vulcanisme

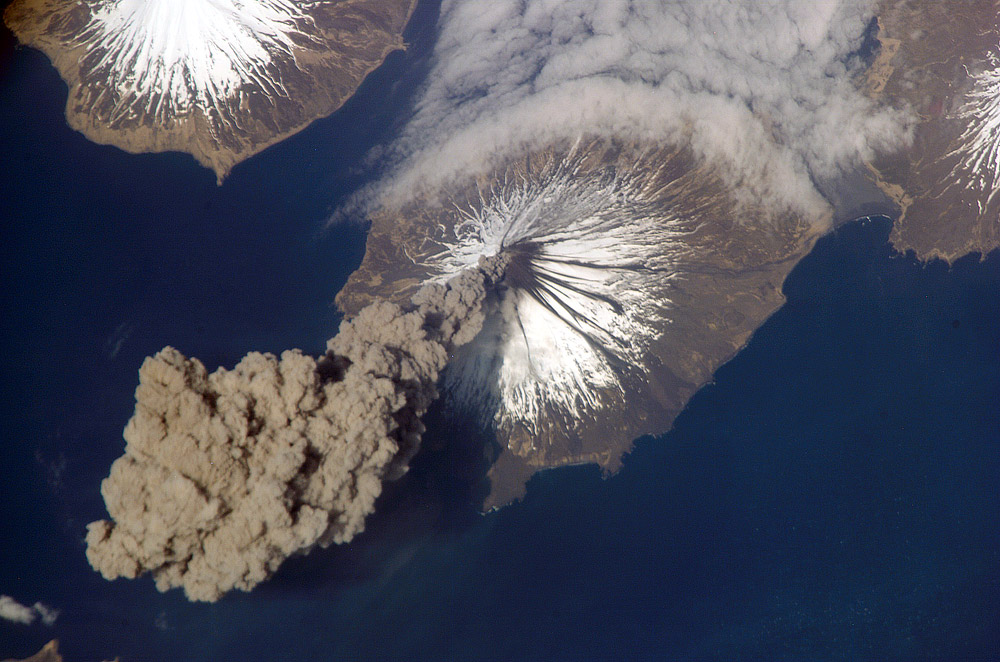
El vulcanisme a escala molt gran pot tenir efectes dràstics sobre el clima global.

Els episodis volcànics més grans coneguts, les erupcions que crearen els trapps siberians i del Dècan i que tingueren un paper important en extincions massives, no tenen res a veure amb les èpoques glacials. A primera vista, sembla que això signifiqui que el vulcanisme no pot produir èpoques glacials.
Tanmateix, el 70% de la superfície de la Terra està cobert d'aigua, i la teoria de les plaques tectòniques prediu que l'escorça oceànica de la Terra es renova completament cada 200 milions d'anys. Per tant, és impossible trobar indicis de trapps submarins o d'altres grans episodis volcànics de més de 200 milions d'anys d'antiguitat, i els indicis d'episodis volcànics més antics possiblement ja han estat esborrats. En altres paraules, que no s'hagin trobat proves d'altres esdeveniments volcànics a gran escala no significa que no hagin tingut lloc.
En teoria, és possible que els volcans submarins poguessin posar fi a una època glacial, creant un escalfament global. Una explicació proposada del màxim tèrmic del Paleocè-Eocè és que els volcans submarins alliberaren metà atrapat en clatrats, causant un gran i ràpid increment de l'efecte hivernacle. No sembla haver-hi indicis geològics d'aquestes erupcions en aquest període, però això no implica que no tingueren lloc.
Costa més veure quin paper podria tenir el vulcanisme en el camí cap a una època glacial, car els efectes de refredament haurien de ser més potents i actuar sobre un període més llarg que els efectes d'escalfament. Això exigiria pols i núvols d'aerosols que romanguessin a l'atmosfera superior, blocant la llum solar durant milers d'anys, cosa que sembla molt improbable. Els volcans submarins no podrien produir aquest efecte, ja que, la pols i els aerosols serien absorbits per la mar abans que arribessin a l'atmosfera.

## Efectes

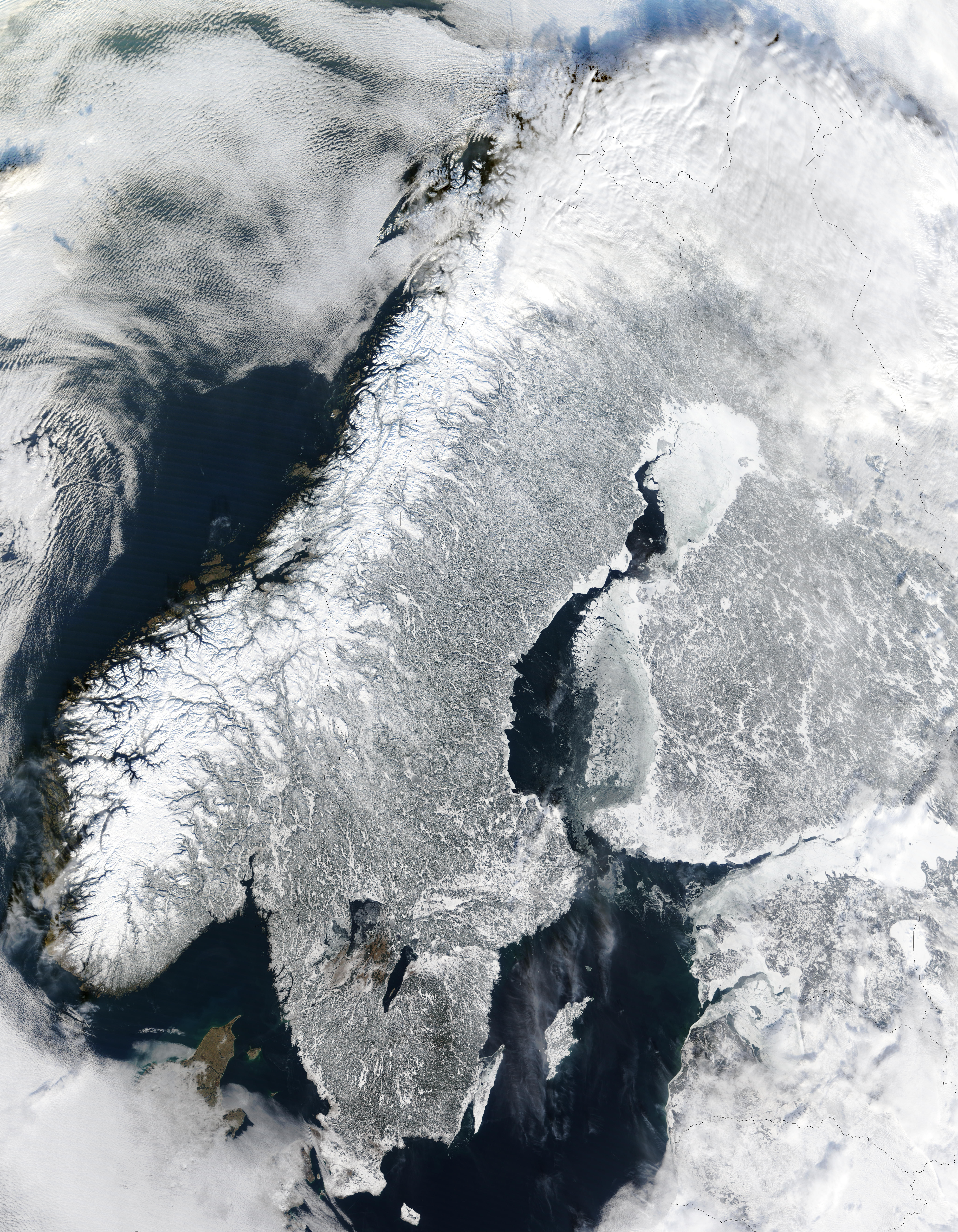
Escandinàvia presenta alguns dels efectes típics de les glaciacions, com ara fiords i llacs.

Tot i que l'últim període glacial s'acabà fa més de vuit mil anys, els seus efectes encara es deixen sentir avui en dia. Per exemple, el moviment del glaç erosionà paisatges al Canadà, Groenlàndia, el nord d'Euràsia i l'Antàrtida. Els blocs erràtics, tils, drúmlins, eskers, fiord, clots glacials, morenes, circs i agulles glaciars són accidents geogràfics típics creats per les glaceres.
El pes dels casquets glacials era tan gran que deformaren l'escorça i el mantell de la Terra. Un cop els casquets s'hagueren desfet, la terra anteriorment coberta de glaç rebotà (vegeu reajustament postglacial). A causa de l'elevada viscositat de la Terra, el flux de roques del mantell que controla el procés de reajustament és molt lent – actualment, d'un ritme d'aproximadament 1 cm /any a prop del centre del reajustament.
Durant les glaciacions, els oceans perden aigua que queda emmagatzemada en forma de glaç a latituds altes, de manera que el nivell del mar global baixa en uns 120 metres, exposant la plataforma continental i formant ponts terrestres que els animals poden utilitzar per migrar. Durant el desglaç, l'aigua dels casquets retorna als oceans, fent que pugi el nivell del mar. Aquest procés pot causar modificacions sobtades en les línies de costa i els sistemes d'hidratació, resultant en la submersió de territoris, l'emersió d'altres terres, la salinització de llacs a causa del col·lapse de dics de glaç, la formació de vastes àrees d'aigua dolça causada per la creació de nous dics de glaç, i una alteració general dels patrons climàtics regionals a una escala gran però temporal. Fins i tot pot causar una reglaciació temporal. Aquest tipus de patró caòtic de canvis ràpids en la terra, el glaç, l'aigua salada i l'aigua dolça ha estat proposat com el model més probable per les regions bàltica i escandinava, així com gran part del centre de Nord-amèrica, a la fi de l'últim màxim glacial, on les línies de costa actuals només haurien estat establertes en els últims mil·lennis de la prehistòria. A més, l'efecte de l'aixecament a Escandinàvia submergí una vasta plana continental que havia existit a sota del que avui en dia és la mar del Nord, que connectava les illes Britàniques a l'Europa continental.
La redistribució d'aigua del glaç a la superfície de la Terra i el flux de roques del mantell fa que canviïn el camp gravitatori i el moment d'inèrcia de la Terra. Els canvis en el moviment d'inèrcia provoquen un canvi en el moviment rotatori de la Terra.
El pes de la massa superficial redistribuïda carrega la litosfera, causant-ne la flexió i causant estrès a la Terra. La presència de glaceres atura generalment el moviment de les falles situades a sota seu. Tanmateix, durant el desglaç, les falles pateixen un relliscament accelerat i es produeixen terratrèmols. Al seu torn, els terratrèmols que es produeixen a prop del marge glacial poden accelerar la fragmentació de les plataformes de glaç, i podrien explicar els esdeveniments de Heinrich. A mesura que s'allibera més glaç a prop del marge glacial, es produeixen més terratrèmols intraplaques, i aquesta retroalimentació positiva pot explicar el ràpid col·lapse dels casquets glacials.

## Glaciacions notables

### Terra bola de neu

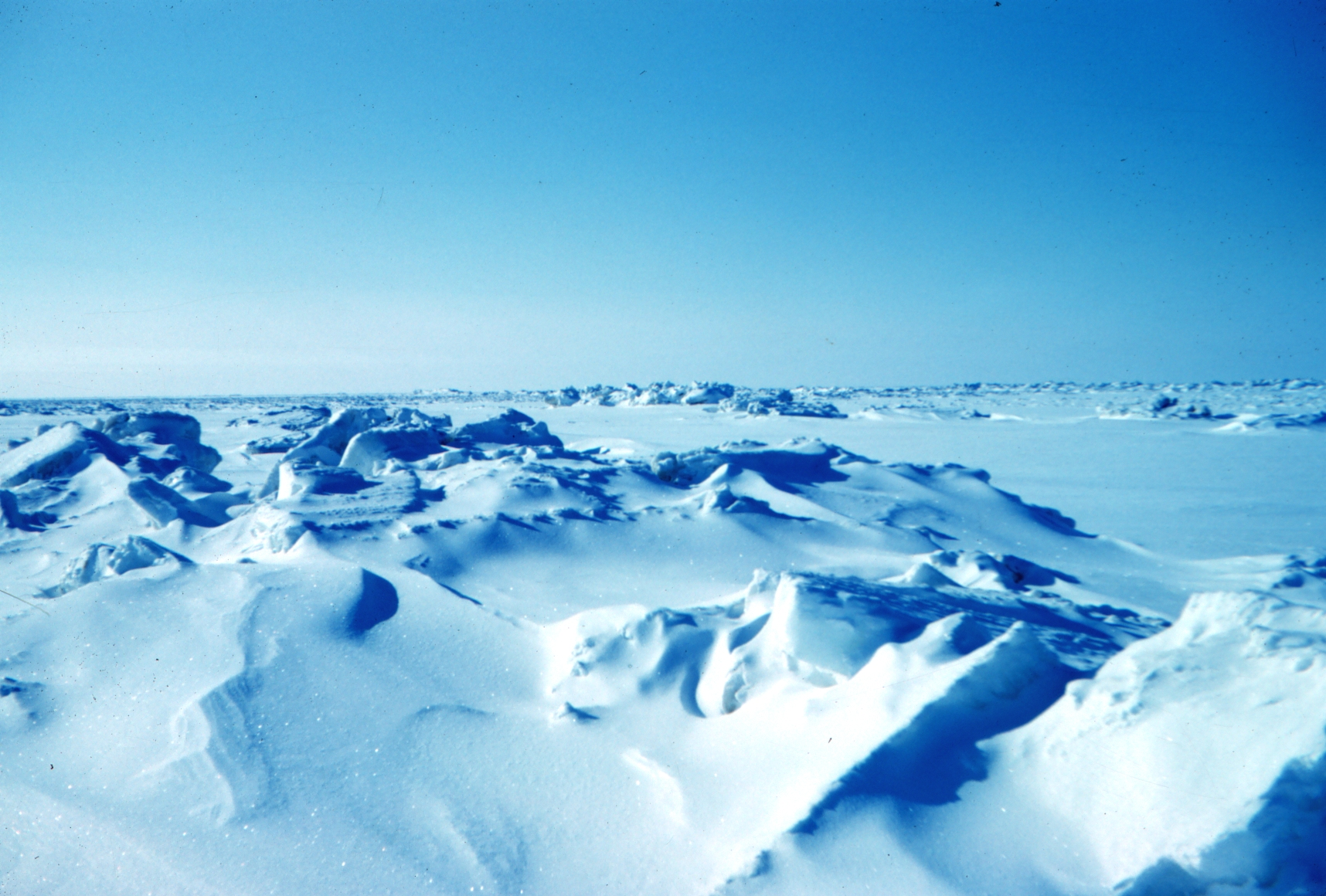
La superfície terrestre devia tenir una aparença similar durant la glaciació anomenada «Terra bola de neu»

La hipòtesi Snowball Earth (Terra Bola de Neu) fa referència als efectes que una grandiosa glaciació provocà sobre tot el planeta, la més gran que mai hagi tingut lloc a la Terra, com a mínim segons els registres de dades disponibles. La glaciació s'inicià a l'acabament del Proterozoic, fa aproximadament uns 700 milions d'anys.
Aquesta teoria intenta donar explicació als dipòsits de sediments glacials trobats en latituds tropicals i que s'acumularen durant el període Criogenià (fa 850 – 630 milions d'anys), així com altres trets enigmàtics que s'han trobat al registre geològic del Criogenià.
Segons les teories actuals, la causa d'aquesta gran glaciació es troba en la formació d'un supercontinent, Rodínia, situat a la zona equatorial. Una configuració tropical dels continents és, potser sorprenentment, necessària per desencadenar una Terra bola de neu. Els continents tropicals reflecteixen més llum que l'oceà obert, de manera que absorbeixen menys calor del Sol; la majoria de l'absorció d'energia solar a la Terra té lloc actualment als oceans tropicals. A més, els continents tropicals reben més precipitacions, cosa que incrementa el cabal – i l'erosió.
Quan se les exposa a l'aire, els silicats pateixen reaccions erodents que extreuen diòxid de carboni de l'atmosfera terrestre. Aquestes reaccions solen seguir aquest procés: mineral rocós + CO₂ + H₂O → cations + hidrogencarbonat + SiO₂. Un exemple d'una reacció d'aquest tipus és l'erosió de la wollastonita: CaSiO₃ + 2CO₂ + H₂O → Ca2+ + SiO₂ + 2HCO₃-
Els cations de calci alliberats reaccionen amb l'hidrogencarbonat dissolt als oceans per formar carbonat de calci com a roca sedimentària químicament precipitada. Això transfereix diòxid de carboni, un gas amb efecte d'hivernacle, de l'aire a la geosfera i, en un estat d'equilibri a escala geològica, contraresta el diòxid de carboni que alliberen els volcans a l'atmosfera.
L'escassetat de sediments apropiats per analitzar-los fa que sigui difícil establir precisament la distribució continental durant el Neoproterozoic. Alguns models suggereixen una configuració polar dels continents – una característica de totes les altres glaciacions importants, car representen un punt en què es pot acumular el gel. Canvis en la circulació oceànica podrien haver desencadenat la Terra bola de neu.

### Glaciació de Würm
La glaciació de Würm és el període glacial més recent dins de l'època glacial actual, i tingué lloc al període Plistocè. Començà fa aproximadament cent mil anys i s'acabà entre fa 10.000 i 15.000 anys. Durant aquest període hi hagué diferents variacions entre avenç i retrocés de les glaceres. El punt màxim d'aquesta glaciació fou fa aproximadament divuit mil anys. Mentre que el procés general de refredament global i avenç de les glaceres fou similar, les diferències locals en el desenvolupament i retrocés de les glaceres fa difícil comparar-ne els detalls d'un continent a l'altre. L'última glaciació es concentrà en les enormes capes de glaç de Nord-amèrica i Euràsia. Vastes regions dels Alps, l'Himàlaia i els Andes estaven cobertes de gel, i l'Antàrtida romangué glaçada.
El Canadà estava gairebé cobert de gel, així com el nord dels Estats Units, ambdós coberts per l'immens casquet de gel Laurèntid. Alaska romangué en gran part lliure de gel a causa de condicions climàtiques àrides. Hi hagué glaciacions locals a les muntanyes Rocoses. A Gran Bretanya, Europa continental i el nord-oest d'Àsia, la capa de gel Escandinava tornà a arribar fins al nord de les illes Britàniques, Alemanya, Polònia i Rússia, arribant tant a l'est com la península de Taimyr a l'oest de Sibèria. El punt màxim de la glaciació a l'oest de Sibèria fou fa aproximadament 18.000 i 17.000 anys; més tard que a Europa (entre fa 22.000 i 18.000 anys). El nord-est de Sibèria no estava cobert de gel. L'oceà Àrtic, situat entre les dues vastes capes de gel d'Amèrica i Euràsia, no estava completament glaçat, sinó que com en l'actualitat només estava cobert amb gel relativament poc gruixut, susceptible als canvis estacionals i ple d'icebergs formats dels casquets de gel que l'envoltaven.
Segons la composició dels sediments coneguda a partir de nuclis del fons del mar, fins i tot hi hauria hagut temps en què les aigües quedaven lliures de gel en certes estacions. La glaciació de l'hemisferi sud fou menys important a causa de la configuració actual dels continents. Hi havia casquets de glaç als Andes, on es coneixen sis avenços de glaceres entre el 31500 aC i l'11900 aC als Andes de Xile. L'Antàrtida estava completament glaçada, com avui en dia, però el casquet polar no deixà cap part sense cobrir. Al continent australià només estava glaçada una zona molt petita a prop del Mont Kosciuszko, mentre que la glaciació estava més estesa a Tasmània. A Nova Zelanda hi hagué glaciació als Alps Neozelandesos, d'on es coneixen almenys tres avenços de les glaceres. Hi hagué casquets de gel locals a Irian Jaya, Indonèsia, on encara es conserven restes de les glaceres del Plistocè en tres zones diferents.
La glaciació de Würm és la part més ben coneguda de l'època glacial actual, i ha estat intensament estudiada a Nord-amèrica, Euràsia septentrional, l'Himàlaia i altres regions antigament glaçades del món. Les glaciacions que tingueren lloc durant aquest període cobriren moltes àrees, principalment a l'hemisferi nord, i en menor mesura a l'hemisferi sud.